# Robert Edwy Ryerson
Pour les articles homonymes, voir Ryerson.
Robert Edwy Ryerson (12 août 1865-12 octobre 1958) est un homme politique canadien de l'Ontario. Il est député fédéral conservateur de la circonscription ontarienne de Brantford City de 1925 à 1935.

## Biographie
Né dans le comté de Brant dans le Canada-Ouest, Ryerson étudie dans les écoles publiques de Brantford. Devenu gérant associé dans une épicerie dans la firme Ryerson Brothers, il sert comme conseiller municipal de Brantford pendant trois mandats.
Élu en 1925 et réélu en 1926 et en 1930, il est défait en 1935.